# Comunitat de l'Anyell
La Comunitat de l'Anyell és una comunitat religiosa contemplativa i missionera. La branca femenina aplega més de cent cinquanta membres i la masculina una trentena, provinents de diferents països d'Europa i d'Amèrica. Els germanets i germanetes comparteixen un mateix propòsit de vida i es poden reunir pels oficis litúrgics. Això no obstant, la vida quotidiana és independent. La Comunitat dimana del tronc femení de l'Orde dels Predicadors i pertany a la família de Sant Domènec. Va ser fundada el 1983 per monsenyor Jean Chabbert, bisbe de Perpinyà.
La Comunitat de l'Anyell es va establir a Barcelona el 1986, acollida per l'arquebisbe Jubany. Les germanetes viuen a la casa parroquial de la parròquia de Sant Jaume, al Carrer Ferran de Barcelona, mentre els germanets s'allotgen a la Basílica de la Mercè. La Comunitat de l'Anyell té previst començar properament les obres d'un petit monestir en un solar al Poblenou de Barcelona cedit per l'Arquebisbat de Barcelona, on es troba el temple de Sant Bernat Calbó. Segons el projecte del monestir de la Llum de l'Anyell, hi haurà una capella, l'habitatge de les germanetes adaptat a la vida monàstica i uns espais d'acollida. La construcció compta amb un pressupost de 983.800 €, dels quals ja se n'ha recollit prou pressupost per iniciar les obres.